# 剑叶莎属
剑叶莎属（学名：Machaerina）是莎草科下的一个属，为多年生高大草本植物。该属共有约50多种，分布于热带和温带地区，澳大利亚种类最多。
该属常见物种：
- 剑叶莎 Machaerina ensigera
- 多花剑叶莎 Machaerina myriantha
- 圆叶剑叶莎 Machaerina rubiginosa

## 形态特征
剑叶莎属植物具根状茎，且根状茎上通常覆盖着鳞片。其秆呈丛生状，形态上为扁平或圆柱形。叶片呈二列排列，缺少叶舌，且其叶片两面无明显的背腹面之分，通常呈线状剑形，扁平排列。
剑叶莎属植物的总苞类似叶状，且带有叶鞘。花序通常为圆锥形，主轴常常弯曲，形成复杂的分枝结构。小穗簇生，每个小穗的基部含有1至2朵两性花，而顶端则通常为雄花。花的鳞片呈二列排列。雄蕊数目为3，柱头也为3裂。果实为小坚果，呈三棱形，表面平滑或带有皱纹，果实的先端常具喙，但没有下位刚毛。